# Cattedrale di Berna
La cattedrale di Berna (in tedesco Berner Münster), già dedicata a san Vincenzo di Saragozza, è il più importante edificio di culto evangelico riformato della città di Berna, in Svizzera. È chiamata anche, più propriamente, collegiata di Berna.

## Storia
La costruzione fu progettata da Matthäus Ensinger e iniziata nel 1421. Sostituiva la costruzione precedente medievale (Leutkirche) e veniva dedicata al santo Vincenzo di Saragozza, ma seguendo gli sviluppi storici del cantone di Berna, la chiesa fu più tardi convertita al protestantesimo.

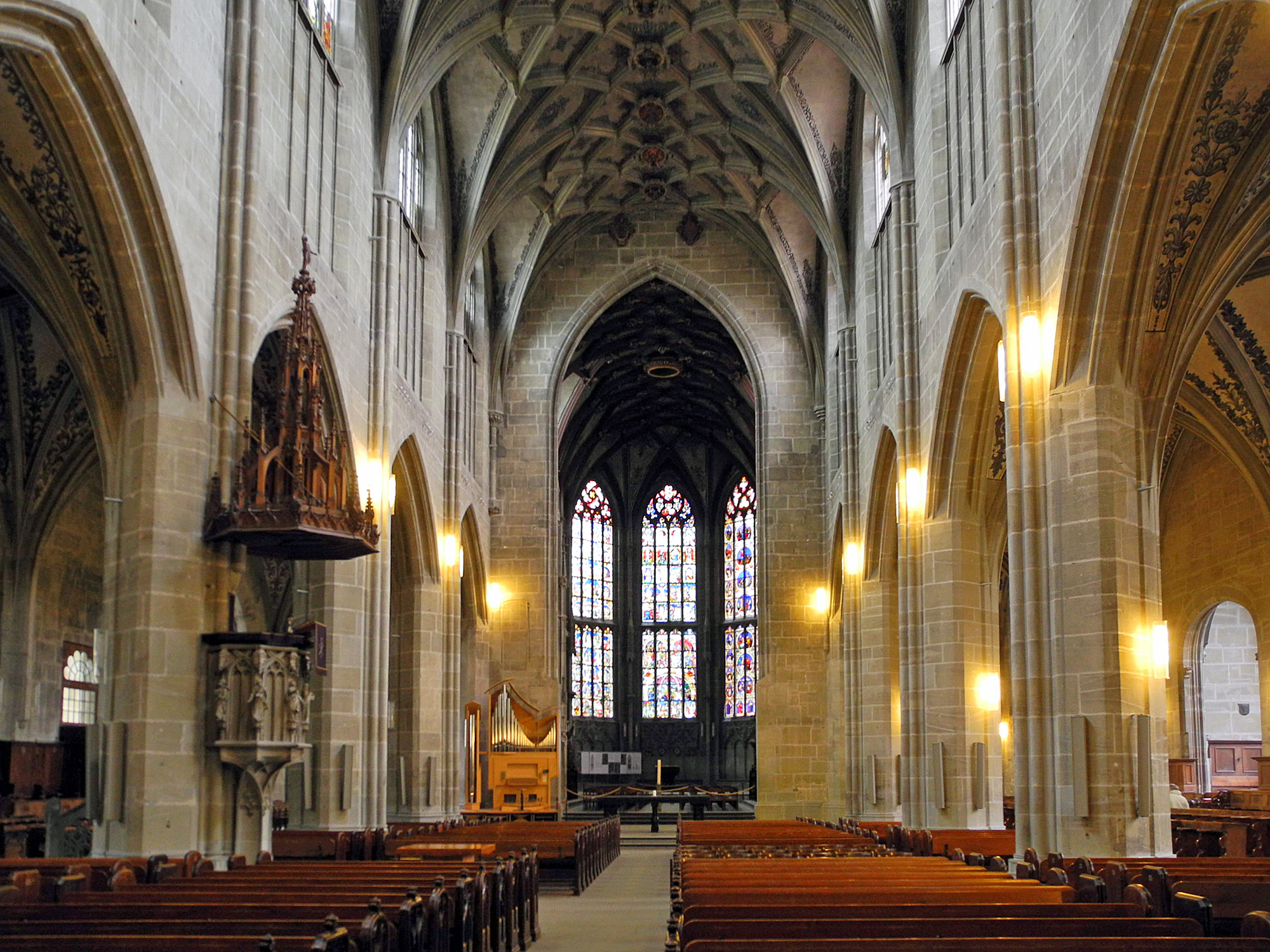
Interno

Nella prima metà del Cinquecento, come spesso accadeva alle cattedrali gotiche in quel periodo, la costruzione dell'edificio venne sospesa, sicché la torre vistosamente incompleta del Münster avrebbe caratterizzato il centro della città per secoli.
Ai tempi dell'architettura neogotica, nella seconda metà dell'Ottocento, fu rilanciato un piano di compimento che terminò con la conclusione dei lavori per la torre campanaria (1893), portata dai 60 metri allo stadio incompiuto ai 100 definitivi.

## Descrizione
Ha una struttura a basilica a tre navate la cui torre campanaria copre più o meno l'intera larghezza dell'edificio. Un transetto vero e proprio manca. 
Con i suoi cento metri di altezza, il Münster di Berna è oggi la chiesa più alta in Svizzera.
Una delle parti più suggestive è il portale maggiore, che è caratterizzato da una rappresentazione del Giudizio universale sotto forma di statue scolpite in pietra arenaria, la più importante opera dello scultore Erhart Küng (1420-1507).
La situazione urbanistica della cattedrale è caratterizzata dalla vicinanza del fiume Aare, un corso d'acqua dal percorso assai infossato che percorre il centro della capitale con il suo andamento sinuoso. Dal parco situato sulla piattaforma presso il coro della chiesa (Münsterplattform), un ascensore permette ai visitatori di scendere in direzione del fiume.
Sulla cantoria in controfacciata si trova l'organo a canne della chiesa, costruito nel 1726 e restaurato più volte. L'attuale (2012) conformazione a quattro tastiere di 61 note ciascuna e pedaliera concavo-radiale di 32 risale ai restauri del 1998-1999. Un secondo strumento, realizzato nel 1982 dalla ditta Metzler, si trova nel coro.

## Galleria d'immagini

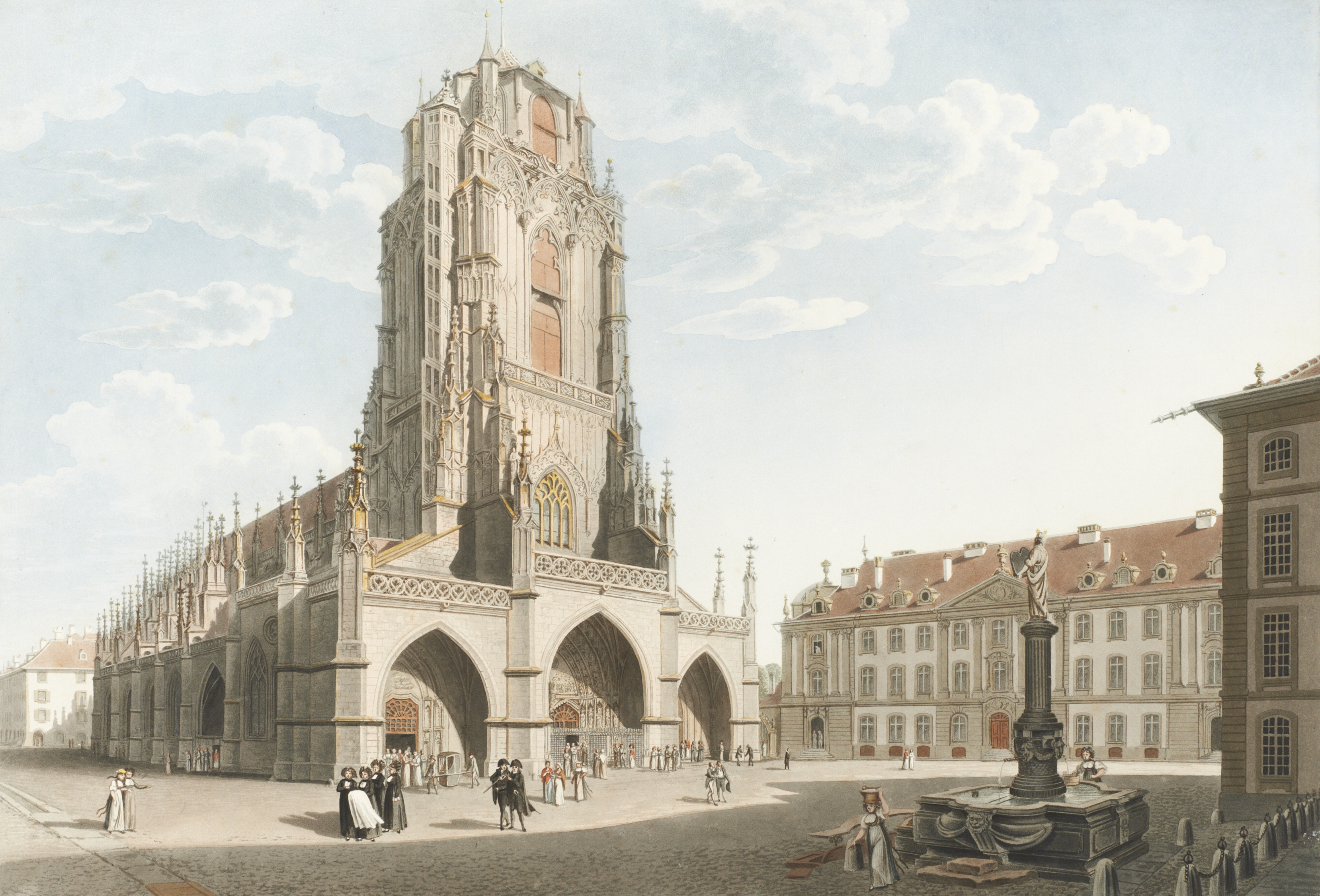
La cattedrale all'inizio del XIX secolo con la torre incompiuta
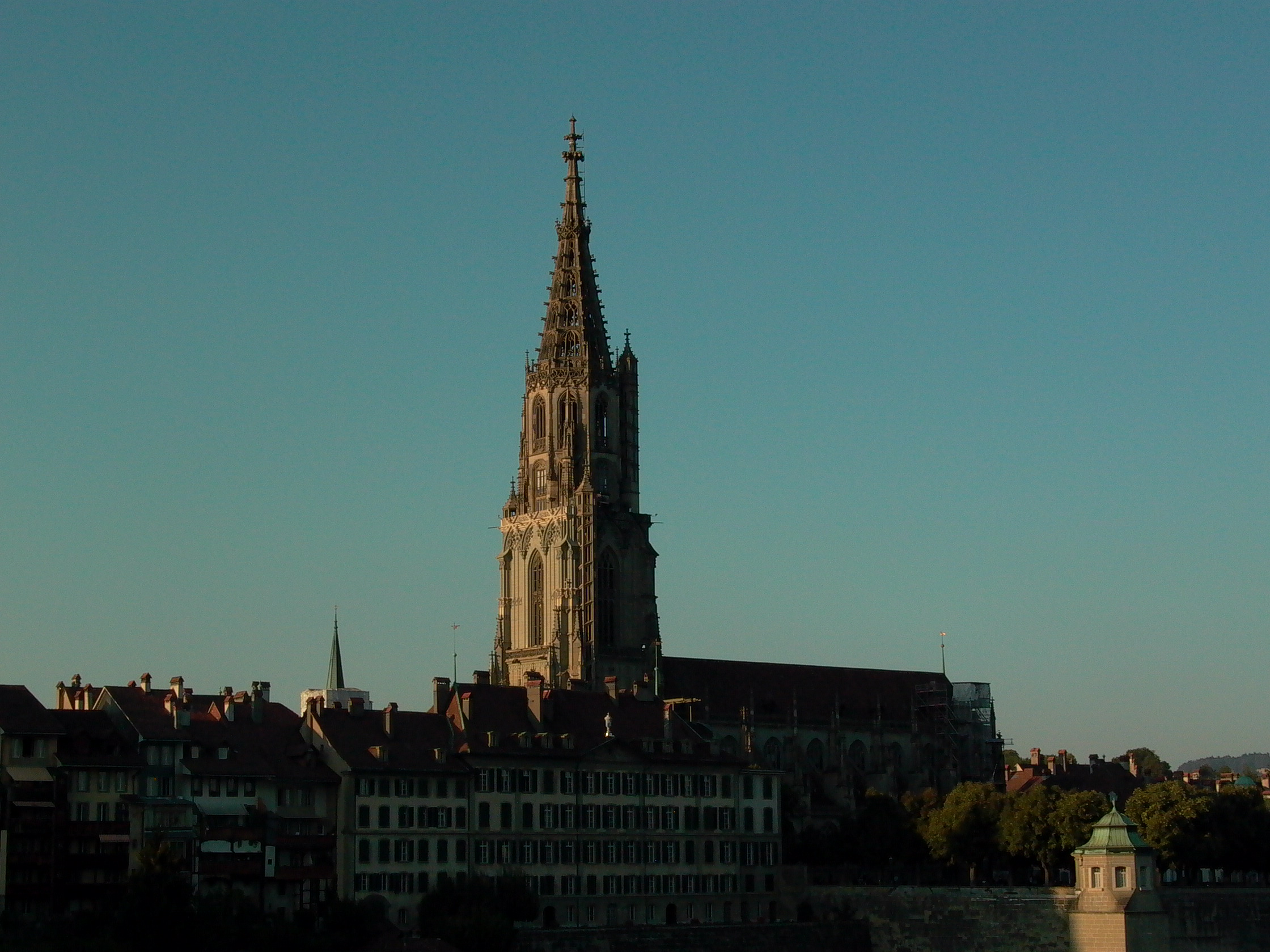
La cattedrale e la città vecchia
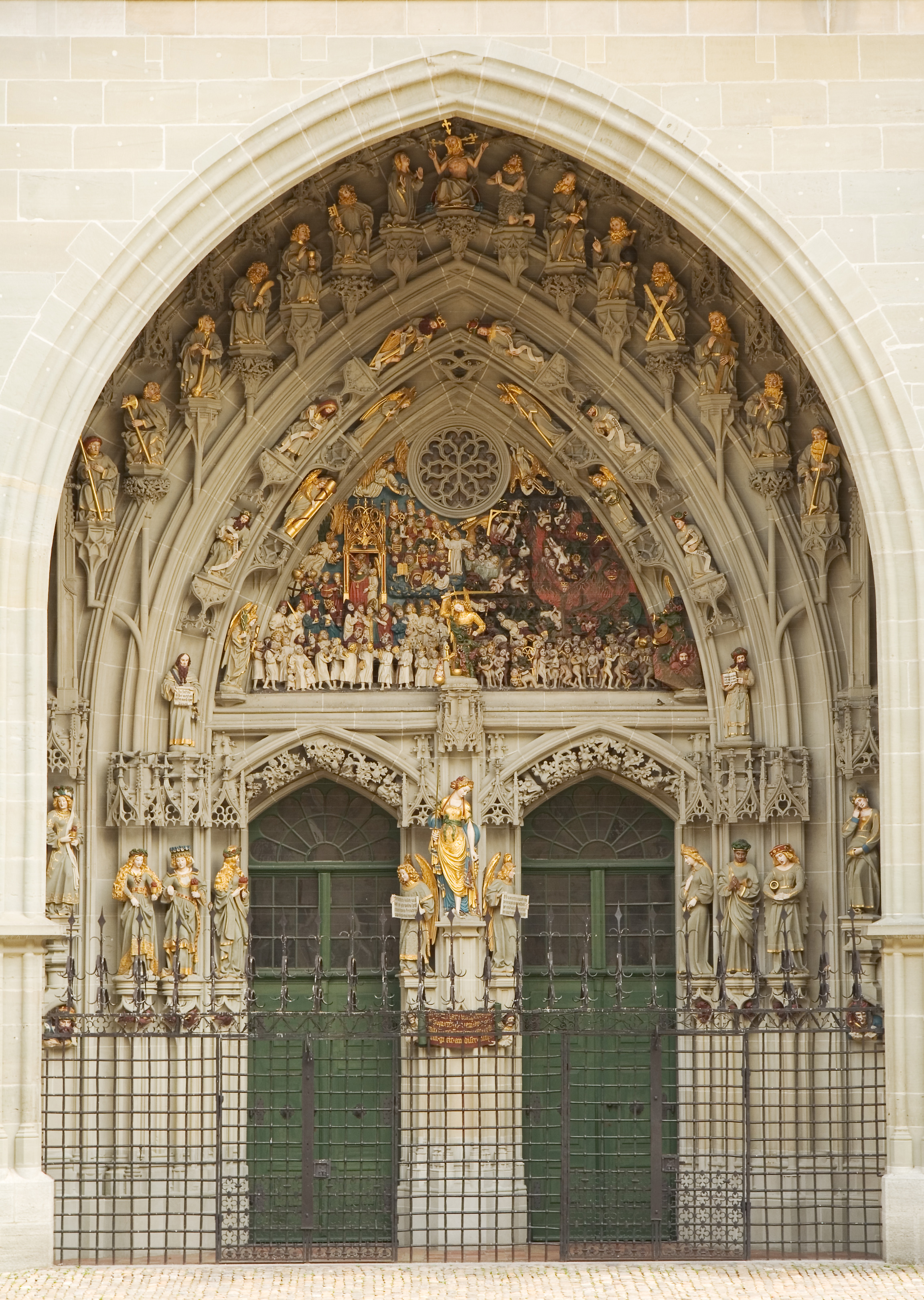
Il portale con il Giudizio Universale
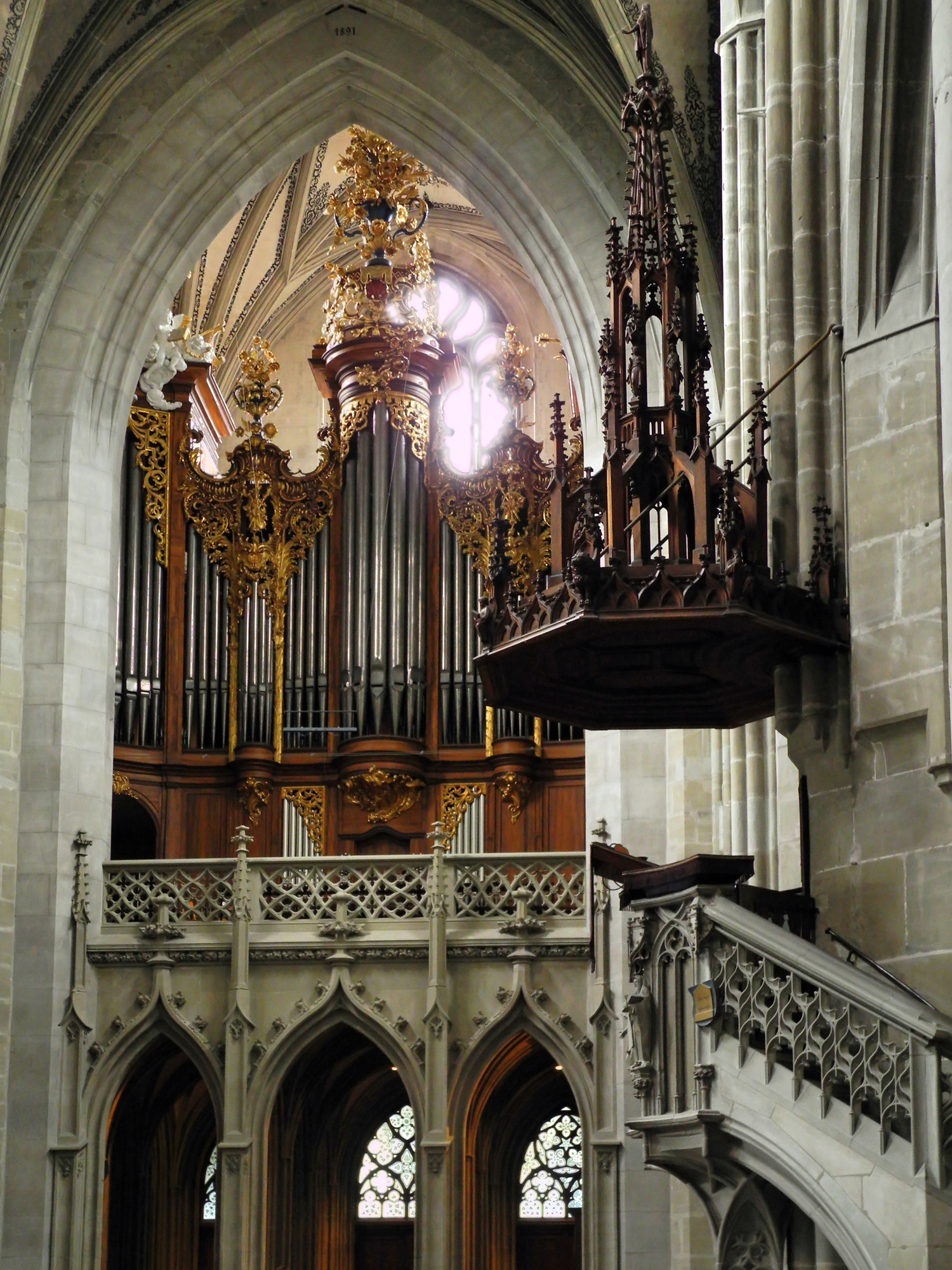
L'organo e il pulpito